# WS-I
WS-I (Web Services Interoperability) était un consortium industriel  pour la promotion de l'interopérabilité entre plates-formes par la rédaction des spécifications des Services Web WS-*, qui sont entre-temps devenues des normes OASIS.  WS-I a été créée en 2002 par des industriels de l'informatique comme IBM, Microsoft, BEA Systems, SAP, Oracle, Fujitsu, Hewlett-Packard ou Intel. En juillet 2010, WS-I rejoint le consortium OASIS en tant que section membre jusqu'en décembre 2017, date à laquelle la section est dissoute après avoir atteint ses objectifs.   Les normes sont à présent maintenues directement par les comités techniques au sein d'OASIS.   
Leurs travaux ont par ailleurs été complétés par la rédaction de profils d'utilisations des Services Web WS-* et d'exemples applicatifs pour favoriser une meilleure implémentations des spécifications.

## Les profils WS-I
Un profil est l'ensemble des contraintes rattachées à la rédaction d'une spécification en particulier. Un profil est donc lié à l'un des Services Web WS-* en particulier. Ces contraintes concernent les questions d'implémentations et d'interopérabilité.
- WS-I Basic Profile
- WS-I Basic Security Profile
- Simple Soap Binding Profile

## Les Outils de test WS-I
Le consortium industriel WS-I utilisait depuis 2004 une suite logicielle d'outils de tests destinés à vérifier la conformité aux profils WS-I:
- Un moniteur permettant d'intercepter en temps réel les messages SOAP et les en-têtes HTTP pendant la phase de tests. Cette fonctionnalité est assurée à l'aide du principe MITM

- Un analyseur destiné à vérifier la conformité des briques logicielles d'un Service Web WS-*. Ces briques logicielles comprennent:
  - Un fichier WSDL
  - Une entrée dans un annuaire UDDI
  - Les divers messages et enveloppes associées échangés durant la phase de tests et récupérés à l'aide des outils.

L'activité de définition d'outils de test de conformité est poursuivie par mes comités techniques qui maintiennent les normes WS-I au sein d'OASIS.  

## La conformité aux profils WS-I
L'organisation n'est pas une autorité de certifications, mais l'utilisation de la suite d'outils de tests s'impose pour l'obtention des labels de conformité.